# فوفل بنفسجي
فوفل بنفسجي (الاسم العلمي:Areca purpurea) هو نوع نباتي يتبع جنس الفوفل من فصيلة الفوفلية.